# Bojko Angelow
Bojko Angelow (* 1965) ist ein ehemaliger bulgarischer Radrennfahrer.

## Sportliche Laufbahn
Angelow war Straßenradsportler. 1986 siegte er in der Bulgarien-Rundfahrt und gewann eine Etappe. 1987 wurde er Zweiter der Tour of Sacrifice hinter Richi Rossi aus der Schweiz. 
Er fuhr er die Internationale Friedensfahrt fünfmal. 1985 wurde er 71., 1986 20., 1988 23., 1987 und 1992 war er ausgeschieden.
Bei den UCI-Straßen-Weltmeisterschaften 1985 kam er mit dem bulgarischen Straßenvierer im Mannschaftszeitfahren auf den 15. Rang.